# شیرین قلی‌پور
شیرین قلی پور (زاده اردبیل)  کاریکاتوریست ایرانی اهل اردبیل است.او همچنین استاد دانشگاه است.مجرد است و ازدواج نکرده. او با شرکت در مسابقات داخل کشور و خارج صاحب چندین جایزه از جشنواره‌های بین‌المللی شده است.

## جوایز
- برگزیده نسل پنجم کاریکاتور ایران
- نفر اول مسابقات برزیل

## منبع
- حضور هنرمندان اردبیلی در نهمین دوسالانه کاریکاتور ایران [پیوند مرده]
- معرفی برگزیدگان گرافیک و کاریکاتور جشن تصویر سال
- شیرین قلی پور نفر اول مسابقات برزیل[پیوند مرده]